# Chapman (cognome)
Chapman è un cognome di lingua inglese.

## Etimologia
Esistono varie ipotesi sull'origine del cognome Chapman, tutte riconducibili comunque al significato di persona dedita al commercio. Potrebbe risalire all'alto tedesco antico choufman o koufman, mercante, diventato poi céapmann in antico inglese. Altri sostengono un'origine sassone, da ceapan o cypan che significano comprare o vendere. Successivamente il termine chapman passò ad indicare un venditore ambulante di chapbooks, materiale stampato di vario genere.

## Persone
- Mark David Chapman, criminale statunitense
- Roger Chapman, cantante e armonicista britannico
- Tracy Chapman, cantautrice e polistrumentista statunitense